# Citizen Shane
Citizen Shane  es una película porno francesa de 1994 que pretende ser una parodia de la película Citizen Kane de Orson Welles productora de gonzo. 

## Sinopsis
La película narra mediante la voz en off de la protagonista, una periodista de investigación (Anita Rinaldi), sus averiguaciones acerca de muerte en extrañas circunstancias de un excéntrico multimillonario (Christophe Clark).  

## Reparto
- Anita Rinaldi: periodista
- Christophe Clark: millonario
- Draghixa: en la ducha, bailarina de ballet, muchacha con su novio.
- Paul Beauvais: mayordomo (actor sin participación sexual).
- Maeva: invitada en la fiesta
- Elodie: secretaria
- Jean-Yves Lecastel: amigo del millonario.
- Erika Stone: en la ducha, cocinera, asistenta doméstica.
- Andschana: romance del millonario que presencia su muerte.
- David Perry: servicio de Maeva, novio de la muchacha.
- Ophelie: enfermera
- Eric Weiss: redactor jefe del periódico.
- Pierre-Hervé Gustave: policía (actor sin participación sexual).

## Escenas
| Escena | Participantes                                                      | Modalidad sexual                                                      |
| ------ | ------------------------------------------------------------------ | --------------------------------------------------------------------- |
| 1      | Andchana y Christophe Clark                                        | felación, fetichismo de pies y facial                                 |
| 2      | Anita Rinaldi y Eric Weiss                                         | felación y postura del misionero                                      |
| 3      | Draghixa, Erika Stone, Christophe Clark                            | trío, coito a tergo                                                   |
| 4      | Elodie Cherie y Christophe Clark                                   | felación y anal                                                       |
| 5      | Anita Rinaldi                                                      | fingering                                                             |
| 6      | Maeva y Christophe Clark                                           | fetichismo y coito a tergo                                            |
| 7      | Anita Rinaldi, Maeva y David Perry                                 | tribadismo, cunnilingus, coito a tergo, anal, trío, felación y facial |
| 8      | Ophelie, Jean-Yves Lecastel                                        | felación, facial                                                      |
| 9      | Erika Stone, Christoph Clark, Jean-Yves Lecastel                   | dúplex, anal, felación y facial.                                      |
| 10     | Draghixa, Erika Stone, Maeva, Christophe Clark, Jean-Yves Lecastel | coito a tergo                                                         |
| 11     | Erika Stone, Jean-Yves Lecastel                                    | anal                                                                  |
| 12     | Draghixa, Christophe Clark                                         | cunnilingus, coito a tergo y anal                                     |
| 13     | Anita Rinaldi, Christophe Clark                                    | coito a tergo                                                         |
| 14     | Draghixa, David Perry                                              | felación, postura del misionero                                       |
| 15     | Anita Rinaldi, Eric Weiss                                          | felación y coito                                                      |